# Beaurières
Beaurières ist eine französische Gemeinde mit 78 Einwohnern (Stand: 1. Januar 2022) im Département Drôme in der Region Auvergne-Rhône-Alpes (vor 2016: Rhône-Alpes). Sie gehört zum Arrondissement Die, zum Kanton Le Diois und zum 2001 gegründeten Kommunalverband Diois. Die Einwohner werden Beauriérois genannt.

## Geographie
Beaurières liegt etwa 45 Kilometer südöstlich von Valence an der Drôme, die durch die Gemeinde fließt. Nachbargemeinden von Beaurières sind Lesches-en-Diois im Norden und Nordwesten, Val-Maravel im Norden und Nordosten, La Beaume im Osten, Les Prés im Süden und Südosten, Valdrôme im Süden, Charens im Westen und Südwesten sowie Beaumont-en-Diois im Westen und Nordwesten.
Durch die Gemeinde führt die frühere Route nationale 93 (heutige D93).

## Bevölkerungsentwicklung
| Jahr                       | 1962 | 1968 | 1975 | 1982 | 1990 | 1999 | 2006 | 2018 |
| Einwohner                  | 143  | 160  | 101  | 114  | 97   | 65   | 83   | 68   |
| Quellen: Cassini und INSEE |      |      |      |      |      |      |      |      |

## Sehenswürdigkeiten
- protestantische Kirche
- katholische Kirche Sainte-Anne
- teilzerstörtes Schloss